# Ernst Kornemann
Ernst Kornemann (11. října 1868 Rosenthal u Kasselu – 4. prosince 1946 Mnichov) byl německý historik starověku.

## Literární díla
- 1904 – Die neue Livius-Epitome aus Oxyrhynchus.
- 1921 – Mausoleum und Tatenbericht des Augustus, Leipzig: Teubner.
- 1923 – Einleitung in die Altertumswissenschaft (vydáno A. Gerckem a E. Nordenem; Bd. 3, svazek 2).
- 1926 – Vom antiken Staat, Berlin: Ferdinand Hirt.
- 1927 – Die Stellung der Frau in der vorgriechischen Mittelmeerkultur, Heidelberg: C. Winter.
- 1929 – Staat und Wirtschaft, Breslau: M.&H. Marcus.
- 1929 – Neue Dokumente zum lakonischen Kaiserkult, Breslau: H.&M. Marcus.
- 1930 – Doppelprinzipat und Reichsteilung im Imperium Romanum, Leipzig: Teubner.
- 1934 – Staaten, Völker, Männer, Leipzig: Dieterich.
- 1934 – Die unsichtbaren Grenzen des Römischen Kaiserreiches, Budapest: Maďarská akademie věd
- 1937 – Augustus, Breslau: Priebatschův knižní obchod
- 1941 – Das Imperium Romanum, Breslau: Korn.
- 1942 – Große Frauen des Altertums, Leipzig: Dieterich.
- 1943 – Gestalten und Reiche, Leipzig: Dieterich.
- 1946 – Tacitus, Wiesbaden: Dieterich.
- 1947 – Das Prinzipat des Tiberius und der „Genius Senatus“, München: nakladatelství Bavorské akademie věd
- 1949 – Weltgeschichte des Mittelmeerraumes. Von Philipp II. von Makedonien bis Muhammed, vydáno Hermannem Bengtsonem (částečné vydání roku 1978: Geschichte der Spätantike)